# Newnhamia fuscata
Newnhamia fuscata é uma espécie de crustáceo da família Notodromadidae.
É endémica da Austrália.